# Ugo Maneo
Ugo Maneo (Rovigo, 18 agosto 1855 – 15 luglio 1945) è stato un politico italiano.

## Biografia
Dal 22 maggio 1891 al 4 luglio dello stesso anno fu direttore del Corriere del Polesine, quotidiano locale di Rovigo.
Fu sindaco di Rovigo dal 1899 al 1900, dal 1914 al 1917 e dal 1922 al 1928.
Iscritto al Partito Nazionale Fascista dal 1921, fu anche, per molti anni presidente della locale Accademia dei Concordi.
Alle elezioni politiche del 1913 fu eletto deputato nel collegio di Rovigo, carica dalla quale decadde qualche mese dopo a causa del riconteggio dei voti che portarono all'elezione del socialista Galileo Beghi.
Durante la campagna elettorale del 1913 era praticante nel suo studio Umberto Merlin.